# Софія Доротея Марія Прусська
Софія Доротея Марія Прусська (нім. Sophie Dorothea Marie von Preußen; 25 січня 1719 — 13 листопада 1765) — прусська принцеса з династії Гогенцоллернів, донька короля Пруссії та маркграфа Бранденбургу Фрідріха Вільгельма I та британської принцеси Софії Доротеї, дружина маркграфа Бранденбург-Шведтського Фрідріха Вільгельма.

## Біографія
Народилася 25 січня 1719 року в Берліні. Була дев'ятою дитиною та п'ятою донькою в родині короля Пруссії, маркграфа Бранденбургу, Фрідріха Вільгельма I та його дружини Софії Доротеї Ганноверської. Батько не зрадів появі доньці, оскільки сподівався на ще одного сина.
Мала старших братів Фрідріха та Людвіга, який за кілька місяців помер, і сестер Вільгельміну, Фредеріку Луїзу та Філіпіну Шарлотту. Інші діти померли в ранньому віці до її народження. Згодом сімейство поповнилося доньками Луїзою Ульрікою та Анною Амалією й синами Августом Вільгельмом, Генріхом та Августом Фердинандом. Духовних інтересів, притаманних її сестрам, Софія не мала.
Шлюб батьків був нещасливим. Фрідріх Вільгельм грубо ставився до дружини, хоча вона незмінно залишалась доброю до нього, а також бив дітей. Багато часу королева проводила окремо у своєму палаці Монбіжу. Зрештою, король заборонив Софії Доротеї бачитися з дітьми у його відсутність. Заборона була зустрінута дітьми негативно, і вони відвідували матір таємно.
У 15 років Софія була проти волі видана заміж за 34-річного маркграфа Бранденбург-Шведтського Фрідріха Вільгельма, кузена її батька, який виріс при його дворі. Наречений отримав прізвисько «навіжений маркграф», мав запальний характер і грубі манери. Сувереном він не був, його землі входили до Бранденбурзького маркграфства, однак приносили йому значний дохід. Ініціатором союзу виступив сам король. Весілля пройшло 10 листопада 1734 у Потсдамі. Посаг нареченої становив 100 000 рейхсталерів. У подружжя народилося п'ятеро дітей.
Шлюб пари не був щасливим. Софія часто втікала до двору свого брата Фрідріха, який у 1740 році став королем. Той, у свою чергу, не обмежився дружніми умовляннями, і послав до Шведту генерала Меїра з необмеженими повноваженнями для захисту маркграфині від образ. Зрештою, подружжя стало жити нарізно. Фрідріх Вільгельм залишився у Шведтському замку, а Софія оселилася у палаці Монплезір поруч. Примирилося подружжя лише під час останньої хвороби маркграфині.
Софія померла на руках чоловіка від водянки. Була похована у крипті Гогенцоллернів у Берлінському соборі.

## Родина

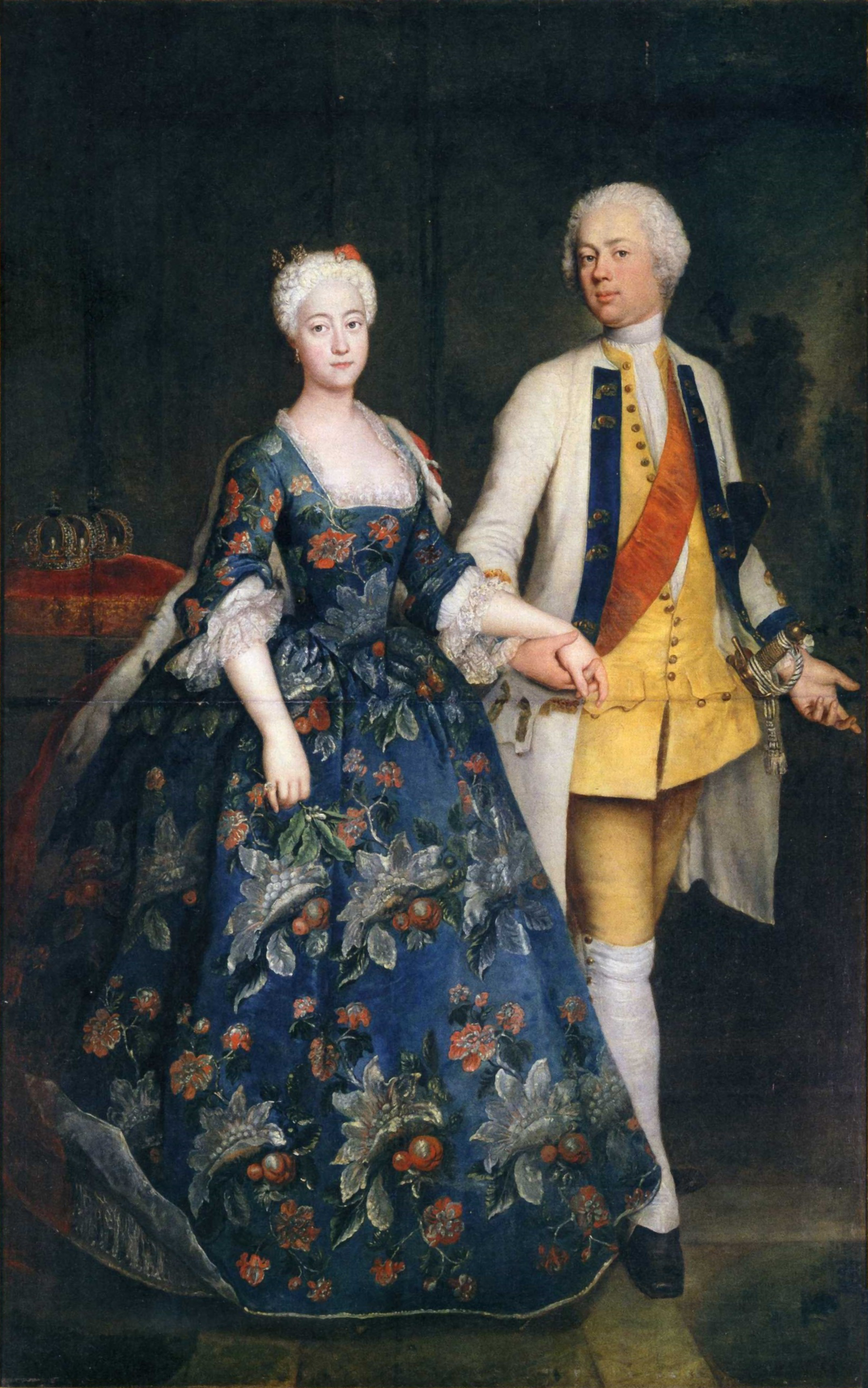
Портрет Софії із чоловіком пензля Антуана Песне

Чоловік — Фрідріх Вільгельм, маркграф Бранденбург-Шведтський
Діти:
- Фредеріка (1736—1798) — дружина герцога Вюртембергу Фрідріха Ойгена, мала дванадцятеро дітей;
- Луїза (1738—1820) — дружина принца Августа Фердинанда Прусського, мала семеро дітей;
- Георг Філіп (1741—1742) — прожив 7 місяців;
- Філіпіна (1745—1800) — дружина ландграфа Гессен-Касселю Фрідріха II, мала позашлюбного сина;
- Георг Фрідріх (1749—1751) — прожив 2 роки.